# Borisoglebsk (stacja kolejowa)
Borisoglebsk – stacja kolejowa w Borisoglebsku, w obwodzie woroneskim, w Rosji. Znajdują się tu 2 perony.